# Antonio Leal y Romero
Antonio Leal y Romero (Aguascalientes, Aguascalientes, 16 de octubre de 1901- Aguascalientes, Aguascalientes, 2 de diciembre de 1975) fue un escritor y dramaturgo aguascalentense reconocido como pionero y promotor de instituciones dedicadas a la cultura y las artes en el estado de Aguascalientes. Es también considerado como uno de los primeros y más prolíficos directores teatrales del estado.

## Biografía
Antonio Leal y Romero realizó sus estudios en el Instituto de Ciencias del Estado, después llamada Escuela Preparatoria de Aguascalientes (1906) y antecesora de la actual Universidad Autónoma de Aguascalientes.
Como parte de la vida de la ciudad en Aguascalientes, estuvo involucrado en la actividad ferroviaria al trabajar como oficinista en el departamento de adquisiciones y almacenes en la sucursal de Ferrocarriles Nacionales de México. 
Después de cerca de 37 años de trabajo dio un giro de interés en el trabajo ya que para 1945 fue miembro fundador del Centro de Estudios Musicales Manuel M. Ponce. Ya en 1948 y como un espacio de diálogo participó en la creación de la Academia Ferrocarrilera, de la cual fue director. Sin embargo este puesto terminó cediéndolo en 1953 para convertirse ahora en director de la Academia de Bellas Artes, actual Casa de la Cultura del Estado de Aguascalientes y sede del Instituto Cultural de Aguacalientes. 
Una vez jubilado de los Talleres del Ferrocarril continuó con su trabajo directivo pero ahora como secretario del Instituto de Ciencias del Estado y colaborador de la biblioteca de la Casa de la Cultura del Estado. 

## Trabajo teatral
Su inicio como director escénico fue en 1923, cuando apenas contaba con 22 años. Se le reconocen más de 200 puestas en escena, trabajando de manera conjunta y particular por escritores locales. De la mano a su tarea de director teatral fungió como pedagogo de varias generaciones de jóvenes en el arte teatral. Su interés particular como creador escénico lo llevó a retomar y fomentar el teatro mexicano de mediados del siglo XX y el teatro hispanoamericano en general.  Continuó escribiendo y dirigiendo hasta 1968, con su última obra: Doña Rosita la soltera, de Federico García Lorca.

## Teatro Antonio Leal y Romero

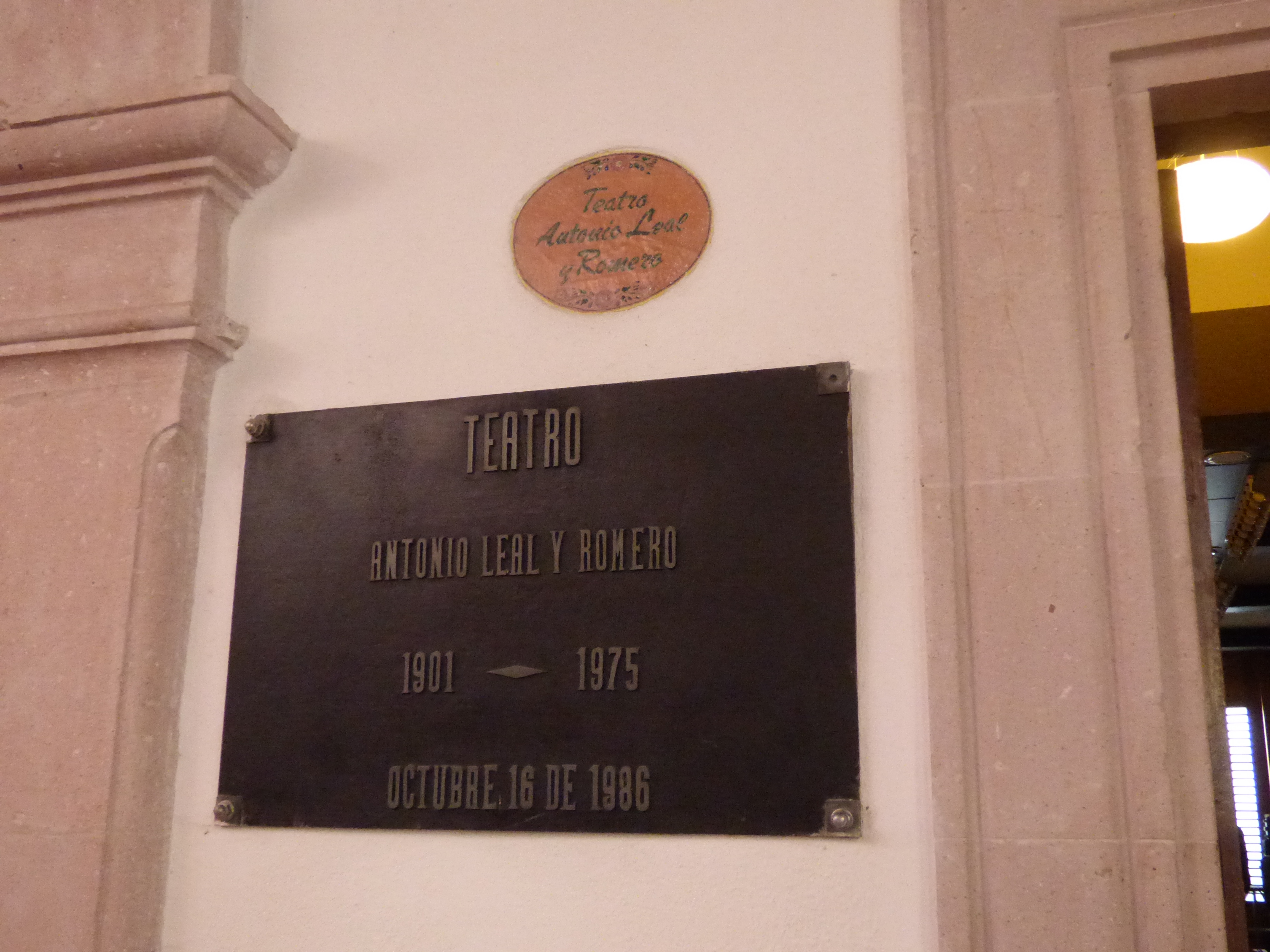
Placa del Teatro Antonio Leal y Romero en la Casa de la Cultura de Aguascalientes

Once años después de su muerte y como homenaje a su trabajo como pedagogo y dramaturgo, fue inaugurado el Teatro Antonio Leal y Romero, el 1 de enero de 1986 aunque el edificio data del siglo XVIII. El inmueble ha tenido varios usos a lo largo de su historia: residencia particular, colegio para niñas, claustro de monjas, escuela federal y actualmente teatro.
Es uno de los espacios teatrales más reconocidos en la ciudad de Aguascalientes. Se encuentra ubicado en las instalaciones de la Casa de la Cultura en la capital del estado. En este espacio se desarrollan distintos espectáculos de teatro, danza, música; además de ser usado como auditorio para la proyección de cine, actividades cívicas y escolares.
Con un aforo de 250 lugares, fue construido de acuerdo al escenario de tipo italiano o cerrado. Cuenta con un foso de orquesta desahogos, vestiduras tradicionales, cámara negra, iluminación, sonido y video.